# Carine Blamdai
Carine Blamdai, née le 24 août 2000, est une joueuse camerounaise de volley-ball.

## Carrière
Carine Blamdai remporte avec l'équipe du Cameroun féminine de volley-ball le Championnat d'Afrique féminin de volley-ball 2021.